# Édgar Barreto
Édgar Osvaldo Barreto Cáceres (Asuncion, 15 juli 1984) is een Paraguayaans voormalig voetballer die doorgaans op het middenveld speelde. Barreto speelde tussen 2004 en 2012 in het Paraguayaans voetbalelftal. In 2022 sloot hij zijn carrière af bij NEC.
Barretos keepende broer Diego Barreto stroomde eveneens door vanuit de jeugd van Cerro Porteño naar zowel het betaald voetbal als het Paraguayaans elftal.

## Carrière

### N.E.C.
Barreto stroomde in 2002 door vanuit de jeugd van Cerro Porteño. Dat verruilde hij in januari 2004 voor N.E.C.. Hij werd na de winterstop als tweede verrassende aankoop gepresenteerd na de eerdere aanwinst Andrzej Niedzielan. Hij maakte zijn debuut in de eredivisie op zondag 8 februari 2004, toen de ploeg van trainer-coach Johan Neeskens met 2-0 verloor van FC Groningen. Aanvankelijk bleven de resultaten uit, nadat NEC het seizoen ervoor op de vijfde plaats was geëindigd en Europees voetbal veilig had weten te stellen. Maar daarna wierp Barreto zich op als publiekslieveling. In het seizoen 2004/2005 scoorde hij vijf keer in 25 duels. In totaal speelde Barreto 95 competitiewedstrijden voor de club uit Nijmegen en was hij tien keer trefzeker.

### Reggina
Op 19 juli 2007 tekende Barreto een vierjarig contract bij Reggina, op dat moment actief in de Serie A. Hij speelde er twee seizoenen, waarin hij tot 71 wedstrijden en zes goals kwam.

### Atalanta Bergamo
Na degradatie van Reggina aan het eind van het seizoen 2008/09 bleef Barreto in de Serie A door een contract te tekenen bij Atalanta Bergamo. Op 9 september 2009 brak Barreto zijn middenvoetsbeentje tijdens de WK-kwalificatiewedstrijd met Paraguay tegen Argentinië (1-0). Door de blessure speelde hij maar vier wedstrijden in zijn eerste seizoen voor Atalanta. Ook met die club degradeerde hij naar de Serie B, waarin hij deze keer een jaar speelde. Hij speelde 29 wedstrijden in zijn tweede seizoen en scoorde eenmaal.

### Palermo
Barreto tekende in augustus 2011 vervolgens voor US Palermo en keerde zo terug in de Serie A. Dit werd in 2013 de derde club waarmee hij degradeerde, maar ook de eerste waarmee hij (na één jaar) promoveerde náár de Serie A. Na drie seizoenen, waarin hij tot honderd wedstrijden en vijf goals, vertrok hij bij Palermo.

### Sampdoria
Nadat hij het seizoen 2014/15 met Palermo op de elfde plaats was geëindigd, tekende hij een contract tot medio 2018 bij UC Sampdoria, de nummer zeven van het voorgaande seizoen en zijn vierde Italiaanse club. De eerste drie seizoenen was hij basisspeler bij Sampdoria. In het seizoen 2019/20 met een blessure waardoor hij nauwelijks in actie kwam. In het voorjaar van 2020 kreeg hij een milde vorm van COVID-19 en voor de herstart van de competitie liet hij op 28 mei zijn nog een seizoen doorlopend contract ontbinden vanwege de coronacrisis. Hij kwam bij Sampdoria tot 110 wedstrijden en vijf goals.

### Terugkeer bij N.E.C.
Op de dag van zijn 36ste verjaardag maakten Barreto en N.E.C. bekend dat de Paraguayaan terug in Nijmegen kwam. Hij tekende bij N.E.C. een contract voor twee seizoenen en gaat daarna bij de club aan een carrière als trainer werken. In de eerste speelronde tegen SC Cambuur speelde hij voor het eerst in ruim vijftien jaar weer een officiële wedstrijd in het shirt van N.E.C. Halverwege het seizoen werd Barreto als centrale verdediger neergezet, bij afwezigheid van Rens van Eijden. In een 5-3-2-systeem kwam hij aanmerkelijk beter uit de verf dan op het middenveld en met hem als aanjager ging het beter lopen bij N.E.C. Op 23 mei 2021 promoveerde Barreto met N.E.C. naar de Eredivisie, door in de finale van de play-offs NAC Breda met 1-2 te verslaan.
Op 26 november 2021 scoorde hij zijn eerste treffer van het seizoen. Daarmee scoorde hij voor het eerst sinds 10 maart 2007 in de Eredivisie. Barreto schoot zichzelf vrijdag de geschiedenisboeken in. Nog nooit zat er zo veel tijd tussen twee Eredivisie-doelpunten als tussen die van Barreto (14 jaar en 261 dagen). Het eerdere record stond op naam van Robin van Persie, die in 2018 na een periode van 13 jaar en 358 dagen scoorde in de Eredivisie.

## Carrièrestatistieken
| Seizoen         | Club             | Competitie       | Competitie | Competitie | Beker | Beker | Overig | Overig | Totaal | Totaal |
| Seizoen         | Club             | Competitie       | Wed.       | Dlp.       | Wed.  | Dlp.  | Wed.   | Dlp.   | Wed.   | Dlp.   |
| --------------- | ---------------- | ---------------- | ---------- | ---------- | ----- | ----- | ------ | ------ | ------ | ------ |
| 2002            | Cerro Porteño    | Primera División | 6          | 0          | 0     | 0     | 0      | 0      | 6      | 0      |
| 2003            | Cerro Porteño    | Primera División | 20         | 4          | 0     | 0     | 0      | 0      | 20     | 4      |
| 2003/04         | N.E.C.           | Eredivisie       | 9          | 0          | 0     | 0     | 0      | 0      | 9      | 0      |
| 2004/05         | N.E.C.           | Eredivisie       | 25         | 5          | 1     | 0     | 0      | 0      | 26     | 5      |
| 2005/06         | N.E.C.           | Eredivisie       | 32         | 3          | 4     | 3     | 2      | 0      | 38     | 6      |
| 2006/07         | N.E.C.           | Eredivisie       | 29         | 2          | 1     | 0     | 4      | 0      | 34     | 2      |
| 2007/08         | Reggina          | Serie A          | 36         | 3          | 2     | 1     | 0      | 0      | 38     | 4      |
| 2008/09         | Reggina          | Serie A          | 32         | 2          | 1     | 0     | 0      | 0      | 33     | 2      |
| 2009/10         | Atalanta Bergamo | Serie A          | 4          | 0          | 1     | 0     | 0      | 0      | 5      | 0      |
| 2010/11         | Atalanta Bergamo | Serie B          | 29         | 1          | 0     | 0     | 0      | 0      | 29     | 1      |
| 2011/12         | Palermo          | Serie A          | 34         | 1          | 0     | 0     | 0      | 0      | 34     | 1      |
| 2012/13         | Palermo          | Serie A          | 30         | 0          | 2     | 0     | 0      | 0      | 32     | 0      |
| 2013/14         | Palermo          | Serie B          | 34         | 4          | 0     | 0     | 0      | 0      | 34     | 4      |
| 2014/15         | Palermo          | Serie A          | 24         | 2          | 1     | 0     | 0      | 0      | 25     | 2      |
| 2015/16         | Sampdoria        | Serie A          | 30         | 0          | 0     | 0     | 2      | 0      | 32     | 0      |
| 2016/17         | Sampdoria        | Serie A          | 32         | 2          | 1     | 0     | 0      | 0      | 33     | 2      |
| 2017/18         | Sampdoria        | Serie A          | 28         | 1          | 2     | 2     | 0      | 0      | 30     | 3      |
| 2018/19         | Sampdoria        | Serie A          | 12         | 0          | 1     | 0     | 0      | 0      | 13     | 0      |
| 2019/20         | Sampdoria        | Serie A          | 2          | 0          | 0     | 0     | 0      | 0      | 2      | 0      |
| 2020/21         | N.E.C.           | Eerste divisie   | 28         | 3          | 2     | 0     | 3      | 0      | 33     | 3      |
| 2021/22         | N.E.C.           | Eredivisie       | 19         | 1          | 1     | 0     | 0      | 0      | 20     | 1      |
| Carrière totaal | Carrière totaal  | Carrière totaal  | 495        | 35         | 20    | 6     | 11     | 0      | 526    | 41     |

## Nationaal team
Barreto won in 2004 met zijn landgenoten zilver op de Olympische Spelen in Athene door de finale tegen Argentinië te halen. Hij maakte in 2004 ook deel uit van de selectie op de Copa América. Hij plaatste zich met het Paraguayaans voetbalelftal voor het WK 2006. Hierop speelde hij één wedstrijd. Barreto was in 2007 basisspeler van Paraguay op het toernooi om de Copa América. Op het Wereldkampioenschap voetbal 2010 werd Barreto met Paraguay in de kwartfinale werd uitgeschakeld door de latere kampioen Spanje. Met Paraguay verloor hij de finale om de Copa América 2011 van Uruguay.
| WK-statistieken             | Club             | Positie      | W |   |   | D | A |   |   |   |
| --------------------------- | ---------------- | ------------ | - | - | - | - | - | - | - | - |
| WK voetbal 2006 \| Paraguay | N.E.C.           | Middenvelder | 1 | 0 | 0 | 0 | 0 | 0 | 0 | 0 |
| WK voetbal 2010 \| Paraguay | Atalanta Bergamo | Middenvelder | 3 | 2 | 1 | 0 | 0 | 0 | 0 | 0 |

## Erelijst
| Competitie                       |          |          |          |          |
| Competitie                       | Aantal   | Jaren    |          |          |
| Paraguay                         | Paraguay | Paraguay | Paraguay | Paraguay |
| -------------------------------- | -------- | -------- | -------- | -------- |
| Verliezend finalist Copa América | 1x       | 2011     |          |          |
| Atalanta Bergamo                 |          |          |          |          |
| Kampioen Serie B                 | 1x       | 2010/11  |          |          |
| US Palermo                       |          |          |          |          |
| Kampioen Serie B                 | 1x       | 2013/14  |          |          |

| Logo van de Olympische Spelen | Goud | Zilver | Brons | Logo van de Olympische Spelen |
|                               | 0    | 1      | 0     |                               |